# سنت رزا (مینه‌سوتا)
سنت رزا، مینه‌سوتا (به انگلیسی: St. Rosa, Minnesota) یک شهر در ایالات متحده آمریکا است که در شهرستان استیرنز، مینه‌سوتا واقع شده‌است.

## خصوصیات
سنت رزا ۱٫۰۱ کیلومترمربع مساحت و ۶۸ نفر جمعیت دارد و ۳۹۰ متر بالاتر از سطح دریا واقع شده‌است.